# 马蒂亚斯·巴尔加斯
马丁·马蒂亚斯·埃塞基耶尔·巴尔加斯（西班牙語：Martín Matías Ezequiel Vargas；1997年5月8日—），阿根廷职业足球运动员，司职左边锋，2022年至2024年期間效力于中国俱乐部上海海港足球俱乐部。

## 个人生活
巴尔加斯的父亲也曾是一名足球运动员，曾效力于圣马丁竞技俱乐部和门多萨吉姆纳西亚等球队。 
在2024年赛季中超期間，巴尔加斯在各條戰線表現尚可，本人也想與上海海港續約，但上海海港方面意願不夠強烈。在有俱樂部給巴爾加斯开出税后年薪600万欧元的報價後，巴尔加斯決定離開上海海港。